# Мохровский сельсовет
Мохровский сельсовет — административная единица на территории Ивановского района Брестской области Белоруссии.

## Состав
Мохровский сельсовет включает 6 населённых пунктов:
- Вулька — деревня.
- Завышье — деревня.
- Колено — деревня.
- Красное — деревня.
- Мохро — деревня.
- Хомичево — деревня.